# Benazir Buto
Benazir Buto (urdski: بینظیر بھٹو) (Karači, 21. lipnja 1953. – Ravalpindi, Pakistan, 27. prosinca 2007.) je pakistanska političarka, prva žena na čelu postkolonijalne muslimanske države.
Rođena je u Karačiju kao najstarije dijete Zulfikara Alija Bhutta, Pakistanca sindskog porijekla, i Begum Nusrat Buto, Pakistanke kurdskog porijekla. Benazir je studirala filozofiju, politiku i ekonomiju na Sveučilištu Oxford gdje je diplomirala 1977. godine, i posjeduje diplomu Sveučilišta Harvard. Njezin otac Zulfikar Ali Buto osnivač je Pakistanske narodne stranke, a 1973. godine postao je premijer Pakistana. S tog položaja zbacio ga je 1977. godine general Zia-ul-Hak čija je vlada njezinog oca smaknula 1979. godine. Benazir je prije tog smaknuća provela u zatvoru pet godina, uglavnom u samici. Njezin je djed po ocu bio Sir Shah Nawaz Buto. Od 1984. godine čelnica je Pakistanske narodne stranke u egzilu, a u zemlju se vraća 1986. gidine. Benazir je dvaput izabrana za premijerku Pakistana. Prvi put je preuzela tu dužnost 1988. godine, prva žena na čelu neke muslimanske zemlje, ali je 20 mjeseci poslije svrgnuta odredbom tadašnjeg predsjednika Pakistana Gulam Išak Kana, zbog optužbi o korupciji. Benazir je nanovo izabrana 1993. godine, ali ju je predsjednik opet otjerao 1996. godine pod sličnim optužbama usmjerenima protiv njezina muža koji završava u zatvoru. Godine 1999. vlast preuzima general Pervez Mušaraf, a od 1999. godine Buto s obitelju živi u Dubaiju, sve do povratka u Pakistan 18. listopada 2007. godine. Vratila se tek pošto je Mušaraf povukao optužbe koje su je teretile za korupciju.

## Životopis
Buto je pohađala školu Lady Jennings te samostan Isusa i Marije u Karačiju. Nakon osnovnog školovanja u Pakistanu, prešla je u Sjedinjene Američke Države. Od 1969. do 1973. godine pohađa Radcliffe College u Massachusettsu, Sveučilište Harvard gdje je diplomirala politologiju. U Britaniji nadalje studira filozofiju, politiku i ekonomiju u Oxfordu. Dana 18. prosinca 1987. godine udala se za Asifa Alija Zardarija u Karačiju. Imaju troje djece: Bilaval, Bahtvar i Asifa.

## Povratak u Pakistan
Nakon osam godina egzila u Dubaiju i Londonu, Benazir Buto vratila se u Karači 19. listopada 2007. godine, nepuna tri mjeseca prije najavljenih općih izbora. Godinu ranije počela je pripremati povratak u domovinu - pristupila je Savezu za obnovu demokracije i udružila se s nekadašnjim političkim protivnikom Nawazom Sharifom. Sa Sharifom se nije slagala u vezi sudjelovanja generala Perveza Mušarafa u vlasti nakon izbora. Za razliku od Sharifa, bila je sklona podijeliti vlast s Mušarafom s kojim se dogovorila da će je osloboditi optužbi za korupciju i da će se zemlja vratiti demokraciji. Protivnici su je optuživali da vodi dvostruku igru, s jedne strane pregovara s Mušarafom, a s druge s oporbom.
U domovinu se odlučila vratiti u velikom stilu. Međutim, konvoj u kojem se kretala nakon što je sletjela u zračnu luku u Karačiju, napadnut je. U samoubilačkom napadu ubijeno je gotovo 140 ljudi. Buto je ostala neozlijeđena. Javno je optužila pristaše Mohameda Zije ul-Haka da stoje iza napada. Mušarafu je to krvoproliće bilo izlika da proglasi izvanredno stanje u državi. Pravi povod je bio taj što je Vrhovni sud odbijao potvrditi njegov reizbor sve dok nosi generalsku uniformu. Nakon što je uveo izvanredno stanje, Buto ga je optužila da vodi policijsku državu, a njegov režim usporedila s bivšim Sovjetskim Savezom. Mušaraf je Buto stavio u kućni pritvor, kao i druge oporbene čelnike. 
Iako su obavještajni podaci govorili da joj smrću prijeti teroristička mreža al Qaeda, afganistanski talibani i pakistanske skupine džihada, Buto se nije željela odreći javnih nastupa.

## Atentat
Nakon predizbornog skupa u Rawalpindiju, 27. prosinca 2007. godine, Benazir Buto vjerojatno je pogođena hicima u vrat i prsa, nakon čega se napadač raznio bombom i u smrt odveo još oko 20 ljudi. Buto je istoga dana preminula u bolnici od posljedica atentata. Njezina smrt označila je kraj slavne dinastije Buto.

## Knjige Benazir Buto
- Benazir Buto, (1983.), Pakistan: The gathering storm, Vikas Pub. House, ISBN 0706924959
- Benazir Buto, (1988.), Hija de Oriente, Seix Barral, ISBN 8432246336
- Benazir Buto. 1989. Daughter of the East. Hamish Hamilton. ISBN 0-241-12398-4
- Benazir Buto. 1989. Daughter of Destiny: An Autobiography. Simon & Schuster. ISBN 0-671-66983-4

## Knjige o Benazir Buto
- W.F.Pepper, (1983.), Benazir Bhutto, WF Pepper, ISBN 0946781001
- Rafiq Zakaria. 1990. The Trial of Benazir. Sangam Books. ISBN 0-861-32265-7
- Katherine M. Doherty, Caraig A. Doherty, (1990.), Benazir Bhutto (Impact Biographies Series), Franklin Watts, ISBN 0531109364
- Rafiq Zakaria, (1991.), The Trial of Benazir Bhutto: An Insight into the Status of Women in Islam, Eureka Pubns, ISBN 9679783200
- Diane Sansevere-Dreher, (1991.), Benazir Bhutto (Changing Our World Series), Bantam Books (Mm), ISBN 0553158570
- Christina Lamb, (1992.), Waiting for Allah, Penguin Books Ltd, ISBN 0140143343
- M FATHERS, (1992.), Biography of Benazir Bhutto, W.H. Allen / Virgin Books, ISBN 024554965X
- Elizabeth Bouchard, (1994.), Benazir Bhutto: Prime Minister (Library of Famous Women), Blackbirch Pr Inc, ISBN 1567110274
- Iqbal Akhund, (2000.), Trial and Error: The Advent and Eclipse of Benazir Bhutto, OUP Pakistan, ISBN 0195791606
- Libby Hughes, (2000.), Benazir Bhutto: From Prison to Prime Minister, Backinprint.Com, ISBN 0595003885
- Iqbal Akhund, (2002.), Benazir Hukoomat: Phela Daur, Kia Khoya, Kia Paya?, OUP Pakistan, ISBN 0195794214
- Mercedes Anderson, (2004.), Benazir Bhutto (Women in Politics), Chelsea House Publishers, ISBN 0791077322
- Mary Englar, (2007.), Benazir Bhutto: Pakistani Prime Minister and Activist, Compass Point Books, ISBN 0756517982
- Ayesha Siddiqa Agha, (2007.), Military Inc.: Inside Pakistan's Military Economy, Pluto Press, ISBN 0745325459

## Vanjske poveznice
- Benazir Bhutto Aug 15, 2007 at the Council on Foreign Relations
- Benazir Bhutto is Kurdish
- Watch Benazir's videos and interviews  Arhivirana inačica izvorne stranice od 26. svibnja 2017. (Wayback Machine)
- Benazir Bhutto Website
- Benazir Bhutto becomes Prime Minister  Arhivirana inačica izvorne stranice od 30. prosinca 2007. (Wayback Machine)
- Asif Zardari Profile
- Bhutto cleared of corruption
- Bhutto on Al-Qaeda  Arhivirana inačica izvorne stranice od 17. prosinca 2008. (Wayback Machine)
- All About Benazir Bhutto  Arhivirana inačica izvorne stranice od 16. listopada 2007. (Wayback Machine)
- Interview  Arhivirana inačica izvorne stranice od 19. listopada 2007. (Wayback Machine)
- Musharraf blocks PPP rallies  Arhivirana inačica izvorne stranice od 15. travnja 2005. (Wayback Machine)
- Pakistan Peoples Party website
- Pakistani opposition protests Bhutto case
- Profile  Arhivirana inačica izvorne stranice od 26. prosinca 2007. (Wayback Machine)
- Witch Hunt  Arhivirana inačica izvorne stranice od 14. veljače 2021. (Wayback Machine)
- Born to rule, bred to lose - US News and World Report 1990[neaktivna poveznica]